# 일요일이 좋다
《일요일이 좋다》는 SBS에서 2004년 3월 28일부터 2017년 3월 19일까지 방송되었던 예능 프로그램이다.

## 기획 의도
이 프로그램은 SBS의 일요일 저녁 예능 브랜드로 자리잡으며, 다양한 코너와 포맷을 통해 시청자들에게 웃음과 감동을 선사하였다.
KBS 《해피선데이》, MBC 《일요일 일요일 밤에》와 함께 지상파 3사의 대표적인 일요 예능 경쟁 프로그램으로 주목받았으며, 이후 다양한 인기 코너들의 《X맨》, 《패밀리가 떴다》, 《런닝맨》 등을 배출하며 꾸준한 사랑을 받아왔다.
《일요일이 좋다》는 시대에 따라 코너와 구성은 바뀌었지만, SBS 일요 저녁 예능의 대표 브랜드로서 지속적인 변화를 시도하며 장기간 방영되었다.

## 역사
기존의 예능 프로그램 《뷰티풀 선데이》가 폐지된 이후, 2004년 3월 28일 SBS는 새로운 일요일 예능 블록 프로그램인 《일요일이 좋다》를 첫 방송하였다.
2007년 개편에 따라 방송 시간이 확대되었으며, 2008년 〈패밀리가 떴다〉가 큰 인기를 얻었으며, 2010년에는 〈런닝맨〉이 화제성과 시청률 모두에서 주목받았다.
2011년 이후에는 《K팝스타》는 시즌제 운영을 통해 일정한 반등에 성공하였지만, 《맨발의 친구들》, 《아빠를 부탁해》, 《룸메이트》, 《판타스틱 듀오》, 《꽃놀이패》 등이 인기를 끌었지만, 일시적인 화제성에도 불구하고 장기적인 시청률 유지에는 실패하였으며, 프로그램 전반의 저조한 성과를 극복하지는 못하였다.
2014년 5월 4일 《일요일이 좋다》가 방송 시간을 오후 4시 5분으로 앞당기고 전체 러닝타임을 확대함에 따라 이를 둘러싼 우려와 비판이 제기되었다. 지상파 3사인 SBS, KBS2, MBC가 모두 동시간대에 대형 예능 프로그램을 집중 편성하면서, 과도한 시청률 경쟁으로 인한 콘텐츠 과잉 현상이 발생하고 있다는 지적이 잇따랐다. 같은 해 8월 24일부터 오후 4시 50분에 시작하여 총 185분간 방송되는 회차도 있었으며, 이는 저녁 7시 55분까지 이어지는 장시간 편성이었다. 이러한 장편 구성은 당시 지상파 예능 프로그램 간의 경쟁 심화와 시청률 확보를 위한 전략의 일환으로 해석되었다.
2017년 3월 19일 《일요일이 좋다》가 폐지되고, 기존 코너였던 〈런닝맨〉이 단독 프로그램으로 독립하여 방송을 이어가게 되었다.

## 방송 시간
| 방송 채널 | 방송 기간                          | 방송 시간                       | 방송 시간                       |
| --------- | ---------------------------------- | ------------------------------- | ------------------------------- |
| SBS TV    | 2004년 3월 28일 ~ 2006년 10월 29일 | 일요일 오후 5시 50분 ~ 8시      | 일요일 오후 5시 50분 ~ 8시      |
| SBS TV    | 2006년 11월 5일 ~ 2007년 11월 4일  | 일요일 오후 5시 40분 ~ 6시 40분 | 일요일 오후 5시 40분 ~ 6시 40분 |
| SBS TV    | 2007년 11월 11일 ~ 2008년 5월 25일 | 일요일 오후 5시 30분 ~ 8시      | 일요일 오후 5시 30분 ~ 8시      |
| SBS TV    | 2008년 6월 1일 ~ 2011년 8월 27일   | 일요일 오후 5시 20분 ~ 8시      | 일요일 오후 5시 20분 ~ 8시      |
| SBS TV    | 2011년 9월 3일 ~ 2011년 11월       | 일요일 오후 5시 5분 ~ 8시       | 일요일 오후 5시 5분 ~ 8시       |
| SBS TV    | 2011년 12월 ~ 2014년 4월 13일      | 일요일 오후 4시 40분 ~ 8시      | 일요일 오후 4시 40분 ~ 8시      |
| SBS TV    | 2014년 5월 4일 ~ 2014년 8월 17일   | 일요일 오후 4시 5분 ~ 8시       | 일요일 오후 4시 5분 ~ 8시       |
| SBS TV    | 2014년 8월 24일 ~ 2017년 3월 19일  | 일요일 오후 4시 50분 ~ 8시      | 일요일 오후 4시 50분 ~ 8시      |

## 역대 코너
| 방송명                   | 출연자 | 비고  |
| ------------------------ | --- | ----- |
| 꽃놀이패                 | 서장훈, 안정환, 조세호, 유병재, 강승윤, 이성재                                                                          |       |
| 판타스틱 듀오 1          | 전현무 |       |
| K팝스타 5                | 양현석, 박진영, 유희열, 전현무, 붐                                                                                      |       |
| 아빠를 부탁해            | 강석우 부녀, 이경규 부녀, 조재현 부녀, 조민기 부녀, 이덕화 부녀, 박세리 부녀                                            |       |
| K팝스타 4                | 양현석, 박진영, 유희열, 전현무, 유라                                                                                    |       |
| 룸메이트                 | 이동욱, 찬열, 홍수현, 박봄, 신성우, 이소라, 조세호, 나나, 송가연, 서강준, 박민우                                        | [ 2 ] |
| K팝스타 3                | 유희열, 양현석, 박진영, 전현무                                                                                          |       |
| 맨발의 친구들            | 강호동, 윤종신, 은지원, 윤시윤, 김현중, 은혁, 유이                                                                      |       |
| K팝스타 2                | 윤도현, 양현석, 박진영, 보아                                                                                            |       |
| K팝스타 1                | 윤도현, 붐, 양현석, 박진영, 보아                                                                                        |       |
| 다이어트 서바이벌 빅토리 | 이수경, 신동엽, 이규한, 신봉선, 숀 리, 이병준, 정진석                                                                   |       |
| 김연아의 키스 & 크라이   | 김연아, 신동엽, 김병만, 유노윤호, 크리스탈, 아이유, 손담비, 박준금, 서지석, 이아현, 진지희, 이규혁                      |       |
| 골드미스가 간다          | 신동엽 (중도하차), 신정환, 노홍철, 양정아, 송은이, 신봉선, 예지원, 진재영, 장윤정, 최정윤, 박소현, 현영, 이인혜, 서유정 |       |
| 영웅호걸                 | 이휘재, 노홍철, 가희, 나르샤, 노사연, 니콜, 서인영, 신봉선, 아이유, 유인나, 이진, 정가은, 홍수아, 지연                  |       |
| 패밀리가 떴다 2          | 지상렬, 김원희, 윤상현, 윤아, 신봉선, 조권, 옥택연, 김희철, 장동민                                                      |       |
| 패밀리가 떴다            | 유재석, 이효리, 김수로, 이천희, 박예진, 김종국, 대성, 윤종신, 박시연, 박해진                                            |       |
| 체인지                   | 신동엽, 신봉선, 강인, 노홍철, 이효리, 손호영                                                                            |       |
| 사돈 처음 뵙겠습니다     | 남희석, 한영 |       |
| 기적의 승부사            | 유재석, 신정환, 윤종신, 김주희                                                                                          |       |
| 인체탐험대               | 신동엽, 슈퍼주니어 |       |
| 김서방을 찾아라          | 서경석, 윤정수, 김성수, 문희준, 알렉스, 찰스                                                                            |       |
| 옛날 TV                  | 유재석, 신정환, 윤종신, 하하, 한영, 김주희, 안재환                                                                      |       |
| 하자 GO                  | 유재석, 박명수, 신정환, 하하                                                                                            |       |
| X맨                      | 유재석, 강호동, 이혁재, 김제동                                                                                          | [ 3 ] |
| 대결! 반전 드라마        | 유재석, 이진, 정준하, 신이, 이휘재, 앤디, 서경석, MC몽                                                                  |       |
| 유재석과 감개무량        | 유재석, 신정환, 지상렬, 남창희, 김종석                                                                                  |       |
| 신동엽 사랑의 위탁모     | 신동엽 |       |
| 스타 올림피아드          | |       |
| 건강 남녀                | 유재석, 강호동, 이휘재, 신정환, 지상렬                                                                                  |       |

## 타이틀
| #  | 타이틀                 | 방송 기간                          |
| -- | ---------------------- | ---------------------------------- |
| 1  | 초특급 꾸러기 대행진   | 1992년 3월 29일 ~ 1993년 4월 25일  |
| 2  | 코미디 일요일은 있다   | 1995년 2월 26일 ~ 1995년 4월 16일  |
| 3  | TV 전파왕국            | 1995년 5월 7일 ~ 1996년 8월 24일   |
| 4  | 코미디 펀치펀치        | 1996년 2월 11일 ~ 1996년 10월 12일 |
| 5  | 코미디쇼 대단한 일요일 | 1996년 11월 3일 ~ 1997년 2월 23일  |
| 6  | 아이러브 코미디        | 1996년 10월 20일 ~ 1997년 10월 5일 |
| 7  | TV특급 일요일이 좋다   | 1997년 6월 15일 ~ 1997년 10월 19일 |
| 8  | 밀레니엄 특급          | 1999년 2월 27일 ~ 1999년 5월 29일  |
| 9  | 서세원의 슈퍼스테이션  | 1999년 6월 5일 ~ 1999년 8월 29일   |
| 10 | 로드쇼 힘나는 일요일   | 1999년 11월 14일 ~ 2000년 4월 16일 |
| 11 | 뷰티풀 라이프          | 2000년 4월 23일 ~ 2001년 3월 11일  |
| 12 | 초특급 일요일 만세     | 2001년 3월 18일 ~ 2002년 1월 13일  |
| 13 | 쇼! 일요천하           | 2002년 1월 20일 ~ 2002년 7월 7일   |
| 14 | 뷰티풀 선데이          | 2002년 7월 14일 ~ 2004년 3월 21일  |
| 15 | 일요일이 좋다          | 2004년 3월 28일 ~ 2017년 3월 19일  |

## 경쟁 프로그램
- 해피선데이 (KBS 2TV)(폐지)
- 일밤 (MBC TV)(사실상 폐지)

## 같이 보기
- 한국방송공사
- 문화방송